# Bundesliga Femenina 2023-24
La Bundesliga Femenina 2023-24 fue la 34.ª edición de la máxima categoría de la liga de fútbol femenino de Alemania. Comenzó el 15 de septiembre de 2023 y terminó el 20 de mayo de 2024.

## Equipos
| Equipo              | Ciudad                | Estadio                  | Capacidad |
| ------------------- | --------------------- | ------------------------ | --------- |
| VfL Wolfsburgo      | Wolfsburgo            | AOK Stadium              | 5200      |
| FC Bayern Múnich    | Munich                | FC Bayern Campus         | 2500      |
| 1899 Hoffenheim     | Hoffenheim            | Dietmar Hopp Stadion     | 6350      |
| 1. FC Núremberg     | Núremberg             | Max-Morlock-Stadion      | 50000     |
| SGS Essen           | Essen                 | Stadion Essen            | 20650     |
| Eintracht Fráncfort | Fráncfort del Meno    | Stadion am Brentanobad   | 5650      |
| SC Friburgo         | Friburgo de Brisgovia | Schwarzwald-Stadion      | 24000     |
| MSV Duisburgo       | Duisburgo             | PCC-Stadion              | 3000      |
| RB Leipzig          | Leipzig               | Sportanlage Gontardweg   | 1300      |
| Bayer 04 Leverkusen | Leverkusen            | Ulrich-Haberland-Stadion | 3200      |
| 1. FC Colonia       | Colonia               | Franz-Kremer-Stadion     | 5457      |
| Werder Bremen       | Bremen                | Weserstadion Platz 12    | 5500      |

## Clasificación
Los tres primeros clasificados se clasifican a la Liga de Campeones Femenina de la UEFA; a la fase de grupos, segunda y primera ronda respectivamente. Los dos últimos descienden a segunda división.
|                                                       | Equipo              | Puntos | J  | G  | E | P  | GF | GC | DG  |
| ----------------------------------------------------- | ------------------- | ------ | -- | -- | - | -- | -- | -- | --- |
| 1                                                     | FC Bayern Múnich    | 60     | 22 | 19 | 3 | 0  | 60 | 8  | 52  |
| 2                                                     | VfL Wolfsburg       | 53     | 22 | 17 | 2 | 3  | 67 | 19 | 48  |
| 3                                                     | Eintracht Frankfurt | 44     | 22 | 14 | 2 | 6  | 42 | 25 | 17  |
| 4                                                     | SGS Essen           | 35     | 22 | 10 | 5 | 7  | 33 | 26 | 7   |
| 5                                                     | 1899 Hoffenheim     | 34     | 22 | 10 | 4 | 8  | 43 | 35 | 8   |
| 6                                                     | Bayer 04 Leverkusen | 31     | 22 | 8  | 7 | 7  | 34 | 25 | 9   |
| 7                                                     | Werder Bremen       | 28     | 22 | 8  | 4 | 10 | 34 | 31 | 3   |
| 8                                                     | RB Leipzig          | 26     | 22 | 7  | 5 | 10 | 26 | 41 | -15 |
| 9                                                     | SC Friburgo         | 24     | 22 | 6  | 6 | 10 | 26 | 44 | -18 |
| 10                                                    | 1. FC Colonia       | 18     | 22 | 5  | 3 | 14 | 25 | 43 | -18 |
| 11                                                    | 1. FC Núremberg     | 15     | 22 | 4  | 3 | 15 | 16 | 61 | -45 |
| 12                                                    | MSV Duisburgo       | 4      | 22 | 0  | 4 | 18 | 16 | 64 | -48 |
| Fuente: Bundesliga Femenina; actualización automática |                     |        |    |    |   |    |    |    |     |

Criterios de clasificación: 1) Puntos; 2) Diferencia de goles; 3) Goles anotados; 4) Puntos cara a cara; 5) Diferencia de goles cara a cara; 6) Goles anotados cara a cara; 7) Goles anotados cara a cara de visitante; 8) Goles anotados de visitante; 9) Playoff